# NGC 19
NGC 19은 안드로메다자리에 있는 정상나선은하이다.